# Kanton Woippy
Woippy is een voormalig kanton van het Franse departement Moselle. Het kanton maakte deel uit van het arrondissement Metz-Campagne.
Op 22 maart 2015 werd het kanton opgeheven. De gemeenten La Maxe en Woippy werden ingedeeld bij het op die dag gevormde kanton Sillon mosellan,  Lorry-lès-Metz en Moulins-lès-Metz werden ingedeeld bij het het eveneens nieuwe kanton Coteaux de Moselle en de overige gemeenten bij het al bestaande kanton Montigny-lès-Metz.

## Gemeenten
Het kanton Woippy omvatte de volgende gemeenten:
- Le Ban-Saint-Martin
- Longeville-lès-Metz
- Lorry-lès-Metz
- La Maxe
- Moulins-lès-Metz
- Plappeville
- Scy-Chazelles
- Woippy (hoofdplaats)